# День сони
День со́ни (фин. Unikeonpäivä) — финский праздник, отмечаемый 27 июля и восходящий своими корнями в Средневековье, когда в этот день воспоминались семь отроков Эфесских.
С 1950-х годов отмечается в городе Наантали традиционным сбрасыванием в воду залива горожанина, внесшего самый значительный вклад в жизнь города.

## История
В Средние века в этот день в католической церкви воспоминалась память семерых отроков Ефесских, которые, согласно преданиям, скрылись от гонений в пещере, где они проспали двести лет.
В 1869 году в городе Наантали празднование впервые получило новую интерпретацию и было представлено в качестве развлечения для клиентов новой местной купальни. Подзабытую традицию вновь возродили в 1950-х годах, когда на городской пристани в воду стали сбрасывать горожанина, внесшего самый значительный вклад в жизнь города. Каждый мэр Нантаали за период своего выборного срока сбрасывается в бухту хотя бы один раз.
Церемония сбрасывания проходит в Наантали в 7:00 утра.

## Почётные «сони» Наантали
- 1958—1968 Яаакко Сайо
- 1969 Яаако Вяятянен
- 1970 Аарре Мякинен
- 1971 Валто Вааликиви
- 1972 Леена Хуопонен
- 1973 Уртти Вирта
- 1974 Тууликки Сойни
- 1975 Раймо Яйяля
- 1976 Йорма Каллио
- 1977 Яаако Вяятянен
- 1978 Ярмо Алонен
- 1979 Микко Рённхолм
- 1980 Алли Вахтера
- 1981 Антти Хаавио
- 1982 Урхо Нуммелин
- 1983 Арто Норас
- 1984 Анна-Лийса Мякеля
- 1985 Пауно Кюмяляйнен
- 1986 Сигвард Улфстедт
- 1987 Пентти-Оскари Кангас
- 1988 Тапани Кииппа
- 1989 Ристо Вуоринен
- 1990 Эйя Ахокас
- 1991 Леа Лавэн
- 1992 Антэ Аалтонен
- 1993 Раймо Вахтера
- 1994 Дэннис Ливсон
- 1995 Райно Пуоттила
- 1996 Олави Вуорисало
- 1997 Матти Туоминен
- 1998 Рауно Хейкола
- 1999 Яари Вирта
- 2000 Тимо Квист
- 2001 Лилья Ахтиайнен
- 2002 Пентти Араярви
- 2003 Кристен Бекмэн
- 2004 Тийна Тунтури
- 2005 Ристо Ринне
- 2006 Кейё Виртанен
- 2007 Ритва Ниеми
- 2008 Пекка Йокисуу
- 2009 Рауно Саари
- 2010 Хейкки Роутамаа[2]
- 2011 Олли Кортекангас[3]
- 2012 Томи Лохикоски[4]
- 2013 Ханна Леена Лайхонен[5]
- 2014 Кари Вуола[6]
- 2015 Тимо Койвусало
- 2016 Ласси Ляхтеенмяки